# 특수의료용도등식품
특수의료용도등식품은 정상적으로 섭취, 소화, 흡수 또는 대사할 수 있는 능력이 제한되거나 손상된 환자 또는 질병이나 임상적 상태로 인하여 일반인과 생리적으로 특별히 다른 영양요구량을 가진 사람의 식사의 일부 또는 전부를 대신할 목적으로 이들에게 경구 또는 경관급식을 통하여 공급할 수 있도록 제조·가공된 식품을 말한다.

## 식품유형
- 환자용 균형영양식[1] - 환자에게 필요한 영양소를 균형 있게 제공할 수 있도록 영양성분을 조정하여 제조·가공한 것으로 환자의 식사 일부 또는 전부를 대신할 수 있는 제품을 말하며, 다음 유형에 속하는 것은 제외한다.

1. 당뇨환자용 식품 - 당뇨환자 혹은 고혈당 환자 등에게 필요한 영양소를 균형 있게 제공할 수 있도록 영양성분을 조정하여 제조·가공한 것으로 이들 환자의 식사 일부 또는 전부를 대신할 수 있는 제품을 말한다.
2. 신장질환자용 식품 - 만성신장질환자에게 필요한 영양소를 균형 있게 제공할 수 있도록 영양성분을 조정하여 제조․가공한 것으로 이들 환자의 식사 일부 또는 전부를 대신할 수 있는 제품을 말한다.
3. 장질환자용 가수분해 식품 - 영양소의 소화․흡수가 어려운 장질환 환자에게 필요한 영양소를 균형 있게 제공할 수 있도록 영양성분을 가수분해하여 식사 일부 또는 전부를 대신할 수 있도록 제조·가공한 제품을 말한다.
4. 열량 및 영양공급용 의료용도식품 - 질환으로 인한 과대사 또는 영양불량으로 인해 열량 및 영양소를 추가적으로 제공할 필요가 있는 환자를 위하여 단독 또는 다른 의료용도식품과 혼합하여 사용할 수 있도록 제조․가공한 것을 말한다.
5. 선천성 대사질환자용 식품 - 선천성대사질환자용식품이라 함은 상기의 질환자를 위하여 체내에서 대사되지 않는 성분을 제거 또는 제한하거나 다른 필요한 성분을 첨가하여 제조․가공한 제품을 말한다. 여기서 선천성대사질환이라 함은 유전자의 이상으로 태어날 때부터 생화학적 대사결함이 있어 물질대사효소의 불능 또는 물질의 이송결함 등으로 유해물질이 축적되거나 필요한 물질이 결핍되는 질환을 말하며, 그 예로는 페닐케톤뇨증, 갑상선 기능저하증, 갈락토스 혈증, 호모시스틴뇨증, 단풍당뇨증, 선천성 부신 과형성증 등의 아미노산, 유기산, 탄수화물, 지방 및 지방산, 무기질 등의 대사이상 질환 등이 있다.
6. 영·유아용 특수조제식품 - 정상적인 영·유아용(0 ~ 36개월)과 생리적 영양요구량이 상당히 다른 미숙아 또는 조산아 등을 위하여 영양공급을 위한 목적으로 조제된 것을 말한다. 다만, 영아용조제식, 성장기용 조제식, 영·유아용 곡류조제식, 기타 영·유아식 및 선천성대사질환자용식품으로 분류되는 것은 제외한다.
7. 연하곤란환자용 점도증진식품 - 연하곤란환자용 점도증진식품이라 함은 음식물 섭취 곤란이나 기도 흡인의 위험을 감소시키기 위하여 사용하는 것으로 고체나 액상의 식품에 첨가하여 점도를 증진시키는 식품을 말한다.